# Piuliță

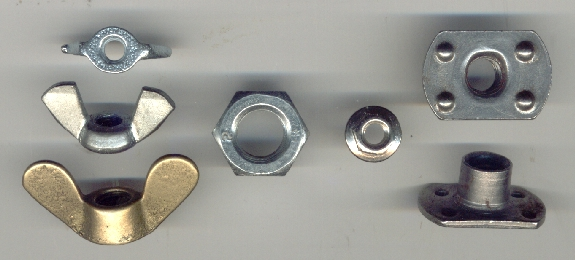
Tipuri de piulițe

Piulița este un organ de mașină utilizat la realizarea îmbinărilor demontabile. Se folosește împreună cu organul de mașină pereche, numit șurub. Este o piesă, în general metalică, având o gaură filetată și o parte exterioară cu o formă potrivită pentru strângere - destrângere direct cu mâna sau prin intermediul unei chei.

## Clasificare
- după forma exterioară
  - acționate cu mâna liberă
    - piulițe cilindrice striate
    - piulițe cilindrice cu mâner
    - piulițe fluture

  - acționate prin intermediul unei chei
    - piulițe cilindrice cu găuri frontale
    - piulițe cilindrice cu găuri radiale
    - piulițe cilindrice cu caneluri (pentru rulmenți)
    - piulițe hexagonale
      - piulițe hexagonale joase
      - piulițe hexagonale înalte

    - piulițe pătrate
    - piulițe hexagonale crenelate
    - piulite crenelate